# Pëtr Gusev
Pëtr Andreevič Gusev (in russo Пётр Андреевич Гусев?; San Pietroburgo, 29 dicembre 1904, 16 dicembre del calendario giuliano – Leningrado, 30 marzo 1987) è stato un ballerino, coreografo e direttore artistico sovietico.

## Biografia
Nel 1924 fece il suo debutto al Balletto Mariinskij, con cui rimase fino al 1935, quando si unì al Teatro Bol'šoj come solista, danzando accanto a ballerine del calibro di Galina Ulanova e Majja Pliseckaja. Nel 1945 si ritirò dalla danza per dedicarsi invece alla direzione artistica. Fu il direttore artistico del Balletto Mariinskij dal 1945 e successivamente del Teatro Maly e del Teatro dell'opera e del balletto di Novosibirsk.
Tra il 1958 e il 1960 lavorò in Cina, dove fondò le prime accademie di danza di Pechino, Shanghai e Canton. Dal 1966 insegnò al Conservatorio di Leningrado, dal 1973 con il titolo di professore, una posizione che mantenne fino al 1983. Come coreografo è noto soprattutto per la sua nuova versione de Le Corsaire per il Teatro Michajlovskij nel 1955 e la coreografie fa tuttora parte del repertorio del Balletto Mariinskij e dell'American Ballet Theatre.